# Ludwig Haase (Maler, 1827)
Ludwig Haase der Ältere, auch Ludwig Hase (* 30. April 1827 in Lambach; † 23. März 1907 in Linz) war ein österreichischer Maler.

## Leben
Ludwig Haase erlernte in Gmunden das Malerhandwerk und kam in den 1840er-Jahren an die Wiener Akademie der bildenden Künste, wo er Schüler von Karl von Blaas, Joseph von Führich und Leopold Kupelwieser war. 1848 musste er auf Geheiß seines Vaters zurück nach Lambach. Ab 1867 betätigte er sich als Historienmaler in Urfahr und war von 1871 bis 1878 auch Lehrer an der kunstgewerblichen Zeichenschule des Vereins bildender Künstler in Linz. Der zeichnerische Nachlass befindet sich im Stadtmuseum Linz. Sein gleichnamiger Sohn Ludwig (* 25. Oktober 1868; † 7. März 1944) war in Linz als Maler und Graphiker tätig.

## Werke
- Bürgermeister Pruner vollzieht die Prunerstiftung (Öl, 1906)
- Der Kanonier von Ebelsberg (Öl)
- Prinz Eugen vor der Schlacht bei Belgrad (Feder)
- Gründung Kremsmünsters (Feder)
- 22 Trachtenbilder (Aquarelle, 1874 bis 1902)
- Aquarellporträt von Alois Greil (um 1860)